# Palpomyia brandti
Palpomyia brandti är en tvåvingeart som beskrevs av Tokunaga 1966. Palpomyia brandti ingår i släktet Palpomyia och familjen svidknott. Inga underarter finns listade i Catalogue of Life.